# Mineralia
Mineralia era un reino de la naturaleza propuesto por Carlos Linneo en su obra Systema Naturae de 1758 para clasificar a los minerales, mineraloides, rocas y fósiles. Inicialmente en 1735 fue denominado reino Lapideum hasta que después fue renombrado como Mineralia.
Esto representó un intento de aplicar la taxonomía linneana a la clasificación de los minerales, la cual más adelante fue abandonada en favor de la clasificación de Strunz, pero si fue aplicada a los seres vivos.
Su taxón contraparte es Biota que incluye a los seres vivos y las demás entidades biológicas los cuales están compuestos por biomoléculas y tienen algunas características únicas.

## Clasificación taxonómica
El reino Mineralia se dividía en la siguiente taxonomía:
- Clase Petrae (rocas)
  - Orden Vitrescentes
  - Orden Calcarii
  - Orden Apyri
- Clase Minerae (minerales y mineraloides)
  - Orden Salia
  - Orden Sulphura
  - Orden Mercurialia
  - Orden Vitamentra
  - Orden Terrae
- Clase Fossilia (fósiles)
  - Orden Concreta
  - Orden Petrificata

Hoy en día los fósiles son clasificados en Biota con los organismos a los cuales pertenecen.

## Clasificación actual

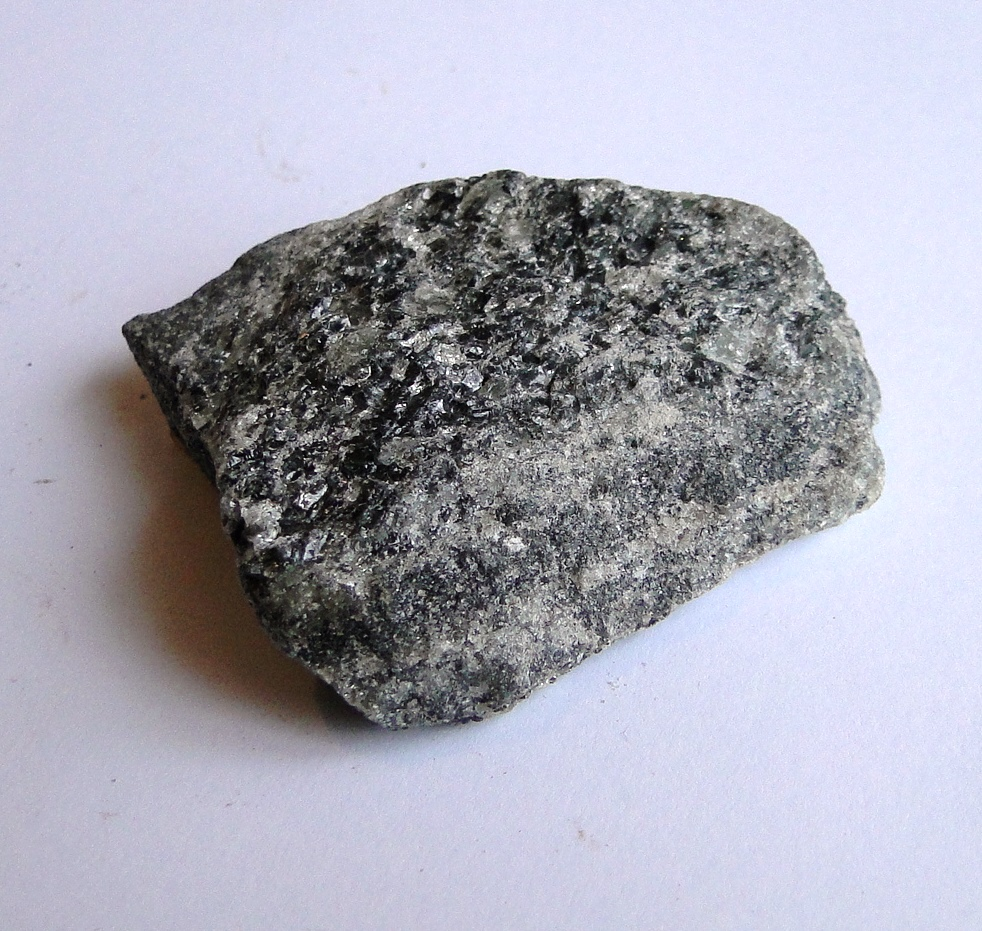
Apatita.

Actualmente las rocas, minerales, mineraloides y fósiles se clasifican de la siguiente manera:
- Rocas: Masa sólida formada por materia mineral o mineraloide. Se dividen en:[3]
  - Rocas ígneas: Formadas por la solidificación del magma o lava una masa mineral fundida que incluye volátiles y gases disueltos.
  - Rocas sedimentarias: Formadas por la acumulación de sedimentos, es decir, partículas minerales u orgánicas en la superficie de la Tierra, seguida de cementación.
  - Rocas metamórficas: Formadas por la modificación de otras rocas preexistentes en el interior de la Tierra mediante un proceso llamado metamorfismo.
- Minerales: Sustancia sólida con una composición química bastante bien definida y una estructura cristalina específica que se encuentra de forma natural en forma pura. Los minerales actualmente se clasifican usando la Clasificación de Strunz la cual los divide en las siguientes clases:[4]
  - 01 - Minerales elementos
  - 02 - Minerales sulfuros y sulfosales
  - 03 - Minerales haluros
  - 04 - Minerales óxidos e hidróxidos
  - 05 - Minerales carbonatos y nitratos
  - 06 - Minerales boratos
  - 07 - Minerales sulfatos
  - 08 - Minerales fosfatos
  - 09 - Minerales silicatos
  - 10 - Minerales orgánicos
- Mineraloides: Sustancia similar a los minerales, pero sin estructura cristalina y que puede ser líquida a diferencia de estos. No hay una clasificación establecida pero se pueden hallar en:
  - Mineraloides vítreos: Aquellos que son vidrios o están en estado vítreo.
  - Mineraloides inorgánicos no vítreos: Sin estado vítreo similares en apariencia a los típicos minerales.
  - Mineraloides orgánicos:  Compuestos por carbono.
  - Mineraloides líquidos: Aquellos en estado totalmente líquido.
- Fósiles: Restos o rastros de seres vivos de tiempos geológicos antiguos. Se distinguen los siguientes tipos:[5]
  - Macrofósiles: Restos fósiles que se ven a simple vista.
  - Microfósiles: Restos fósiles que solo pueden verse por microscopio.
  - Icnofósiles: Huellas o rastros de seres vivos.
  - Pseudofósiles: Restos o patrones hechos por procesos minerales que suelen confundirse con fósiles.
  - Estromatolitos: Formaciones sedimentarias estratificadas creadas por la actividad de microorganismos procariotas que se encuentran fosilizadas.